# 슬레지해머 게임스
슬레지해머 게임스(Sledgehammer Games)는 글렌 스코필드와 마이클 콘드레이가 2009년에 설립한 미국의 비디오 게임 개발 회사이다. 이 둘은 이전에 비지스럴 게임즈에서 일했으며 데드 스페이스의 창작을 담당했다. 이 회사는 캘리포니아주 포스터 시티에 본사를 두고 있다. 이 스튜디오는 콜 오브 듀티 시리즈의 다양한 비디오 게임을 개발하거나 공동 개발하였다.

## 게임
- 콜 오브 듀티: 모던 워페어 3
- 콜 오브 듀티: 어드밴스드 워페어
- 콜 오브 듀티: WWII
- 콜 오브 듀티: 모던 워페어 (2019년 비디오 게임)
- 콜 오브 듀티: 블랙 옵스 콜드 워
- 콜 오브 듀티: 뱅가드